# Uriel (imię)
Uriel – imię męskie pochodzenia hebrajskiego, oznaczające „mój ogień” lub „moim światłem jest Bóg”. Najbardziej znaną postacią o tym imieniu jest jeden z czterech archaniołów. Uriel jest imieniem nadawanym w Polsce od średniowiecza, notowane w formie Uryjel.
Uriel imieniny obchodzi 22 stycznia.

## Znane osoby noszące imię Uriel
- Uriel Górka – (ur. ok. 1435, zm. 21 stycznia 1498 w Karlovych Varach), kanclerz koronny, biskup poznański
- Uri’el Reichman – izraelski polityk
- Adam Uriel Czarnkowski – herbu Nałęcz (zm. 1675), starosta międzyrzecki i osiecki

## Postaci fikcyjne o imieniu Uriel
- Uriel Septim VII – cesarz w świecie Tamriel, za którego panowania rozgrywają się wszystkie cztery części gry The Elder Scrolls.
- Uriel, jeden z bohaterów Sagi o Czarnoksiężniku (autorstwa Margit Sandemo), który pojawia się w tomach 10,11,12,13,14 i 15. Ukochany Taran, jej były duch opiekuńczy.
- Uriel w serialu Nie z tego świata grany przez Roberta Wisdom, jest fanatycznym aniołem uważającym wyższość aniołów nad ludźmi.
- Postać z gry Metin2